# Necromys punctulatus
Necromys punctulatus је врста глодара из породице хрчкова (лат. Cricetidae). 

## Распрострањење
Ареал врсте је ограничен на једну државу. Еквадор је једино познато природно станиште врсте, а Колумбија непотврђено.

## Угроженост
Подаци о распрострањености ове врсте су недовољни.